# Київська ротонда
Ки́ївська рото́нда — середньовічна ротонда романського стилю, що існувала в Києві в XII—XV століттях, в часи Київського князівства. Пам'ятка архітектури Київської Русі. Фундаменти і залишки стін ротонди розташовані по вулиці Володимирська 3.

## Історія
Призначення невідоме; серед гіпотез — палацова будівля (палац, палата княжої ради, дім державних прийомів), цивільна будівля київської сеньйорії, католицька церква (домініканська церква святої Марії, церква святої Катерини) тощо.
Мала вигляд архітектурної споруди баштового типу (зовнішній діаметр 20 м, внутрішній — 17 м), декорованої 16-ма пілястрами (шириною до 1,2 м, товщиною 0,3-0,6 м). Збудована з плінфи, валунів і дрібного каміння. Стіни були заввишки 10 м (збереглися лише на 80 см), товщиною 1,5 м. Внутрішній простір — зала з великим центральним стовпом (діаметром 3,2 м), що слугував опорою для перекриття. Стіни, облицьковані цеглою-бруківкою, були прикрашені фресками, підлога встелена керамічними і шиферними плитками. Вхід до будівлі розташовувався із західного боку.
Знищена під час золотоординського нападу на Київ у 1416.
Виявлена в 1872 на території садиби Трубецьких. Розкопана в 1881-1882. Повні археологічні розкопки проведені в 1975-1976 Петром Толочком і Ярославом Боровським. Залишики фундаментів ротонди законсервовано. Матеріали досліджень зберігаються в Музеї історії міста Києва.

## Галерея

План фундаменту (1976)
Ротонда (синім) на Володимирській
Реконструкція Диби